# Zeytindağ, Bergama
Zeytindağ là một thị trấn thuộc huyện Bergama, tỉnh İzmir, Thổ Nhĩ Kỳ. Dân số thời điểm năm 2010 là 3.208 người.